# کتابخانه عمومی ممفیس
کتابخانه عمومی ممفیس (به انگلیسی: Memphis Public Library) تأسیس ۱۸۸۸ سامانه کتابخانه عمومی شهر ممفیس و شهرستان شلبی است.
معمار بنای مرکزی این کتابخانه افراد زیر بودند:
- Looney, Ricks, Kiss (از ممفیس)
- Shepley, Bulfinch, Richardson & Abbott (از بوستون)
- Frank Ricks

این کتابخانه یک ایستگاه رادیویی آموزشی بنام WYPL را اداره می‌کند.